# مكي الكبيسي
مكي بن حسين بن حمدان الشامي الكبيسي (1954-2016) محدث عراقي من الانبار، دكتوراه في الحديث النبوي وأستاذه في كلية الإمام الأعظم الجامعة في بغداد وعميد الكلية سابقا، امام وخطيب جامع علي بن أبي طالب في الفلوجة وعضو الهيئة العليا في المجمع الفقهي العراقي لكبار العلماء للدعوة والإفتاء، وكان قبلها في هيئة علماء المسلمين. توفي في مدينة أربيل بعد أزمة قلبية ودفن فيها.

## ولادته ونشأته
ولد في مدينة كبيسة غرب الأنبار، عام 1954م، 1374هـ، لأسرة عربية من عشيرة الشامي، كان لبيتهم اهتمام بالعلوم الشرعية فأشقاؤه الشيخ عبد الله حسين الكبيسي رئيس مجلس علماء الفلوجة والشيخ سعيدحسين. تلقى العلم على يد شيوخ مدينته.

## دراسته وشيوخه
انتقل إلى مدينة الفلوجة وأخذ العلم عن كبار مشايخها ودرس في المدرسة الآصفية الدينية (مدرسة الشيخ عبد العزيز سالم السامرائي)، أكمل دراسته الأكاديمية فنال البكالوريوس والماجستير والدكتوراه من كلية العلوم الإسلامية في جامعة بغداد، وكان اختصاصه في الحديث النبوي الشريف، حصل على اجازات علمية (في العلوم العقلية والنقلية) من طلاب الشيخ عبد العزيز سالم السامرائي ومن أبرزهم الشيخ عبد الملك السعدي، حصل على إجازة عامة في الحديث النبوي وعلومه من مسند العراق الشيخ المحدث صبحي السامرائي، ودرس على غيرهما من داخل العراق وخارجه وأجيز لا سيما من خلال رحلاته العلمية إلى سوريا والأردن ومكة والمدينة وغيرها.

## وظائفه
عمل إماماً وخطيباً وداعياً إلى الله، ومن أبرز المساجد التي تولى فيها الإمامة والخطابة والتدريس: مسجد الإمام علي بن أبي طالب، ومسجد الشيخ عبد العزيز السامرائي في الفلوجة...
عمل في التدريس بكلية الإمام الأعظم الجامعة في بغداد، ثم معاونا للعميد ثم عين عميداً في نفس الكلية ولكافة فروعها في المحافظات، وبعد سنتين طلب الاستقالة والإحالة إلى التقاعد.

## نشاطه العلمي ومؤلفاته
عمل لسنوات أستاذا جامعيا في مادة الحديث وعلومه في الدراسات الأولية وفي الدراسات العليا
أشرف على الرسائل العلمية للماجستير والدكتوراه وناقش الكثير منها.
له مؤلفات منها:
1. الإمام شعبة بن الحجاج ومكانته بين علماء الجرح والتعديل (رسالة ماجستير).
2. أساليب المبتدعة في الطعن بالسنة (أطروحة دكتوراه).

## وفاته
اصيب بمرض في قلبه وتدهورت حالته الصحية، فأدخل على اثر ذلك إلى إحدى المستشفيات في محافظة أربيل، وتوفي بعد أقل من شَهْر، قبل فجر الجمعة 9 ذي القعدة الموافق ليوم 12 آب 2016م، في إحدى مستشفيات أربيل.
شيع في أربيل ودُفن فيها.

## وصلات خارجية
- محافظ الانبار ينعى العلامة الدكتور مكي الكبيسي
- رحيل مكي الكبيسي.. محدث العراق

1. 1 2  "إتحاد علماء المسلمين ينعي الدكتور مكي الكبيسي / موقع الشيخ يوسف القرضاوي". مؤرشف من الأصل في 2022-09-26. اطلع عليه بتاريخ 2025-04-16.
2. ↑  "الشيخ الدكتور مكي حسين الكبيسي (رحمه الله)". اطلع عليه بتاريخ 2025-04-16.